# Robert Moog
Robert Arthur Moog (23. května 1934, New York – 21. srpna 2005, Asheville) byl americký vynálezce a průkopník elektronické hudby.
Vynalezl Moog syntezátor, jeden z nejznámějších elektronických nástrojů a první široce užívaný. Dal mu podobu kláves, což nasměrovalo vývoj v této oblasti hudby. Patentován byl roku 1969. Nechal si patentovat ještě devět vynálezů z oblasti elektronické hudby. Jednou z přelomových verzí syntetizátoru se stal později tzv. Minimoog. Obnovil také zájem o nástroj theremin, který začal ve své firmě Moog Music vyrábět. Úzce spolupracoval s mnohými hudebníky a průkopníky elektronické hudby (Keith Emerson, Rick Wakeman, John Cage, Gershon Kingsley aj.) Roku 1972 získal Grammy Trustees Award, za přínos k rozvoji hudebního průmyslu. Roku 2002 získal ještě Technical Grammy Award za přínos technický. Roku 2004 o něm byl natočen film Moog.